# Liste der Bodendenkmäler in Scheyern
Auf dieser Seite sind die Bodendenkmäler in der oberbayerischen Gemeinde Scheyern zusammengestellt. Diese Tabelle ist eine Teilliste der Liste der Bodendenkmäler in Bayern. Grundlage ist die Bayerische Denkmalliste, die auf Basis des Bayerischen Denkmalschutzgesetzes vom 1. Oktober 1973 erstmals erstellt wurde und seither durch das Bayerische Landesamt für Denkmalpflege geführt wird. Die folgenden Angaben ersetzen nicht die rechtsverbindliche Auskunft der Denkmalschutzbehörde.

## Bodendenkmäler der Gemeinde

### Bodendenkmäler in der Gemarkung Euernbach
| Lage                                          | Objekt | Akten-Nr.     | Bild           |
| --------------------------------------------- | --- | ------------- | -------------- |
| Euernbach Pfaffenhofener Straße 14 (Standort) | Mittelalterliche und frühneuzeitliche Befunde im Bereich der Katholischen Pfarrkirche St. Maria in Euernbach und ihrer Vorgängerbauten. Siehe auch: Mariä Heimsuchung (Euernbach), Euernbach | D-1-7434-0136 | weitere Bilder |
| Euernbach Edlinger Straße 3 (Standort)        | Mittelalterliche und frühneuzeitliche Befunde im Bereich des ehemaligen Schlosses von Euernbach und seiner Vorgängerbauten. Siehe auch: Schloss Euernbach                                    | D-1-7434-0169 | weitere Bilder |

### Bodendenkmäler in der Gemarkung Mitterscheyern
| Lage                      | Objekt                                                         | Akten-Nr.     | Bild |
| ------------------------- | -------------------------------------------------------------- | ------------- | ---- |
| Mitterscheyern (Standort) | Burgstall des Mittelalters. Siehe auch: Burgstall, Mittelalter | D-1-7434-0129 |      |
| Mitterscheyern (Standort) | Siedlung vor- und frühgeschichtlicher Zeitstellung.            | D-1-7434-0132 |      |

### Bodendenkmäler in der Gemarkung Scheyern
| Lage                | Objekt | Akten-Nr.     | Bild           |
| ------------------- | --- | ------------- | -------------- |
| Scheyern (Standort) | Mittelalterliche und frühneuzeitliche Befunde im Bereich der abgebrochenen ehemalige Katholischen Pfarrkirche St. Martin in Scheyern.        | D-1-7434-0170 |                |
| Scheyern (Standort) | Mittelalterliche und frühneuzeitliche Befunde im Bereich der ehemalige Burg Scheyern und des Klosters Scheyern. Siehe auch: Kloster Scheyern | D-1-7434-0171 | weitere Bilder |
| Scheyern (Standort) | Siedlung vorgeschichtlicher Zeitstellung. | D-1-7434-0172 |                |
| Scheyern (Standort) | Siedlung vor- und frühgeschichtlicher Zeitstellung.                                                                                          | D-1-7534-0125 |                |
| Scheyern (Standort) | Grabhügel vorgeschichtlicher Zeitstellung. Siehe auch: Hügelgrab                                                                             | D-1-7534-0129 | weitere Bilder |

### Bodendenkmäler in der Gemarkung Vieth
| Lage             | Objekt                                                           | Akten-Nr.     | Bild |
| ---------------- | ---------------------------------------------------------------- | ------------- | ---- |
| Vieth (Standort) | Viereckige Wallanlage vor- und frühgeschichtlicher Zeitstellung. | D-1-7434-0176 |      |

### Bodendenkmäler in der Gemarkung Winden b.Scheyern
| Lage                         | Objekt                                                                | Akten-Nr.     | Bild |
| ---------------------------- | --------------------------------------------------------------------- | ------------- | ---- |
| Winden b.Scheyern (Standort) | Viereckschanze der Latènezeit. Siehe auch: Viereckschanze, Latènezeit | D-1-7534-0135 |      |